# Colegio Júlio de Castilhos
El Colegio Estadual Júlio de Castilhos, también llamado como "Julinho", es una institución educativa de gestión pública ubicada en la ciudad de Porto Alegre, Brasil. Es uno de los colegios más grandes de la ciudad y ha sido considerado como uno de los mejores colegios de la ciudad hasta 1985 cuando su nivel de enseñanza empezó a decaer. Hasta entonces, pasaron por su cuadro de profesores varios de los intelectuales de la ciudad y muchas personalidades fueron alumnos. En esta institución surgió el primer Movimiento Tradicionalista Gaúcho.

## Historia

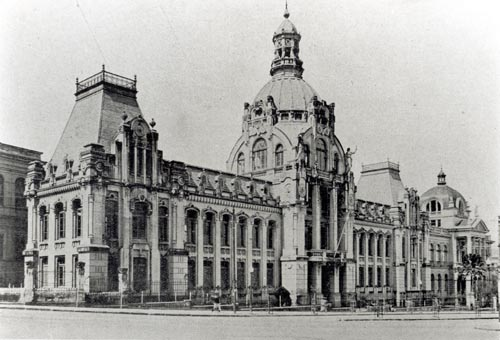
El edificio antiguo

Fue fundado el 23 de marzo de 1900 por João José Pereira Parobé, uno de los fundadores y entonces director de la Escuela de Ingeniería, con el nombre de Gimnasio de Rio Grande do Sul. En 1905 pasó a llamarse Instituto Gymnasial do Rio Grande do Sul. En 1908, la Escuela de Ingeniería, en homenaje al político gaúcho Júlio de Castilhos, fallecido en 1903, le dio el nombre de Instituto Gymnasial Júlio de Castilhos.
Funcionaba en el local de la Escuela de Ingeniería, que entonces era una facultad independiente y precursora de la Universidad Federal de Rio Grande do Sul, hasta que en 1911, con proyecto del ingeniero Manoel Barbosa Assumpção Itaqui, se inauguró su imponente sede. A menudo se dice que era de estilo renacentista alemán, aunque el estilo del diseñador tendía hacia la arquitectura ecléctica con influencias dominantes del art nouveau y del art déco.
Mediante regulación expedida por la Escuela de Ingeniería, el 24 de marzo de 1923, pasó a denominarse Instituto Júlio de Castilhos. En 1942 se convirtió en el Colegio Estadual Júlio de Castilhos. En 1943 se formaron las primeras clases femeninas y se creó el Grêmio Estudantil Júlio de Castilhos. En 1947, se creó el "Centro de Profesores Júlio de Castilhos".
En la década de 1930, la escuela fue casi privatizada por un decreto del gobierno del estado, que pretendía dejar toda la enseñanza media en manos de escuelas privadas. El 17 de noviembre de 1951  el edificio original fue completamente destruido por un incendio de causas desconocidas, con sospechas de un acto criminal. Con el fuerte viento, las llamas se propagaron rápidamente e, incluso con cuatro coches y cerca de 50 bomberos, no fue posible controlar el fuego. Los bomberos, sin embargo, lograron evitar que los edificios vecinos se vieran afectados.
El 29 de junio de 1958, fue entregado a la comunidad el nuevo y actual edificio, de estilo moderno, ubicado en la Avenida Piratini, en el barrio Santana, contiguo al barrio Azenha, acelerando la urbanización de la zona. Durante el intervalo, la escuela fue albergada en el Archivo Público del estado de Rio Grande do Sul.
Hasta mediados de la década de 1980 representó la educación pública de excelencia, considerada la "escuela estándar" de Río Grande del Sur, con intensa militancia estudiantil y el lugar donde se formaron importantes líderes políticos e intelectuales gaúchos y Brasil.
Dio origen, en 1943, al primer Centro de Tradiciones Gaúchas (CTG) y, en 1979, al primer grupo de ecología vinculado a una escuela de Rio Grande do Sul, llamado Kaa-Eté (mata virgen, en guaraní). Hoy, Júlio de Castilhos es la mayor institución de enseñanza del estado, con cerca de 3.600 alumnos matriculados, además de ser una de las más antiguas.